# 美洲鸵鸟属
美洲鸵鸟（學名：Rhea），也称为鶆䴈，是分布于南美洲的一个鸟类屬，是美洲鸵鸟科的唯一一属，属于鸵鸟目或单独的美洲鸵鸟目。其下有兩個現存物種，包括大美洲鴕及小美洲鴕。
由於此種鳥類無法飛行而只能在地上走的特性，因此德國動物學家保羅‧默林（Paul Möhring）將其屬名以希臘文的瑞亞（Rhea, "地面"）來命名。

## 特徵
美洲鸵鸟是大型及不會飛的鳥，羽毛呈灰褐色，腳及頸都很長，與鴕鳥類似。成年鶆䴈身高可達1.7米，重達40公斤。雙翼很大，奔走時會展開雙翼。有三趾。跗骨前有一塊水平的骨板。可以通過膨脹泄殖腔來儲存尿液。

## 分類
現時已知的美洲鸵鸟物種如下：
- 大美洲鴕（R. americana）
  - R. a. americana：分佈在巴西北部及東部。[7]
  - R. a. intermedia:分佈在巴西東部部及烏拉圭。[7]
  - R. a. nobilis：分佈在巴拉圭東部。[7]
  - R. a. araneipes：分佈在巴拉圭至玻利維亞及巴西的馬托格羅索州。[7]
  - R. a. albescens：阿根廷南部至內格羅河省的草原。[7]
- 小美洲鴕（R. pennata）
  - R. p. garleppi分佈在秘魯東南部的普那草原（puna）、玻利維亞西南部及阿根廷西北部。[7]
  - R. p. tarapacensis：分佈在智利北部由阿他加馬沙漠至塔拉帕卡大區。[7]该亚种有时也被视为单独的物种，称为高地小美洲鸵。[2]
  - R. p. pennata：分佈在巴塔哥尼亞的乾草原。[7]

小美洲鴕有時被归类为单独的属Pterocnemia。另有第三個物種，是由理查德·莱德克（Richard Lydekker）於1894年所描述的R. nana，但卻未有得到公認有效。

## 行為

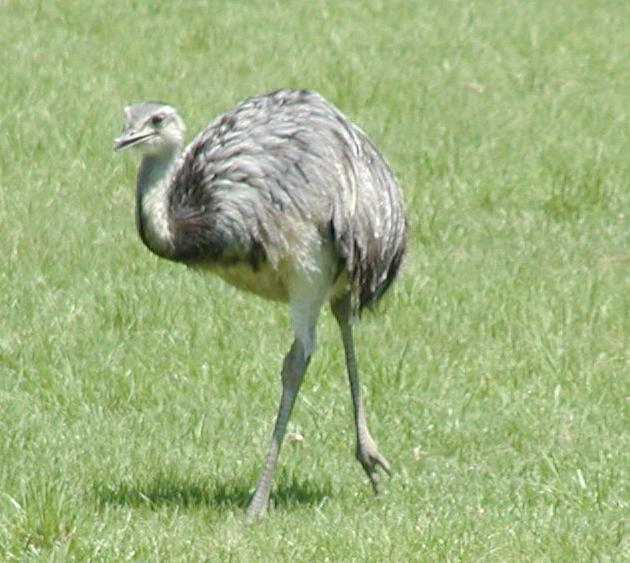
正在玩耍的美洲鸵鸟。

### 群落
美洲鸵鸟較為安靜，但雛鳥，與及雄鳥尋找伴侶時則會較嘈雜。在非繁殖季節，牠們的群落約有10-11個成員。當危險出現時，牠們會曲折形逃走。繁殖季節時，群落就會解散。

### 食性
美洲鸵鸟是雜食性的，喜歡吃闊葉植物，但也會吃種子、根、果實、蜥蜴、甲蟲、草蜢及腐屍。

### 繁殖
美洲鸵鸟是一夫多妻制，雄鳥會與2-12隻雌鳥交配。在交配後，雄鳥會築巢，雌鳥會輪流在巢中生蛋。巢底有簡單的擦痕，周圍以草及葉子築成。雄鳥會負責孵化，蛋的數量為10-60隻。雄鳥會將一些蛋放在巢外，用來利誘掠食者。雄鳥會找其他雄鳥協助孵蛋，牠會尋找其他雌鳥建立第二個巢。雛鳥在36個小時後就會孵化。雌鳥會離開再與其他雄鳥交配。雄鳥為了保護雛鳥，會變得帶有攻擊性，甚至會攻擊雌鳥。雛鳥6個月大就會成熟，但要到2歲才會繁殖。

## 外部連結
- Internet Bird Collection（页面存档备份，存于）